# Ostřice chlupatá
Ostřice chlupatá (Carex pilosa) je druh jednoděložné rostliny z čeledi šáchorovité (Cyperaceae).

## Popis
Jedná se o rostlinu dosahující výšky nejčastěji 30–50 cm. Je vytrvalá netrsnatá s plazivými oddenky a tenkými výběžky, často vytváří rozsáhlé porosty. Listy jsou střídavé, přisedlé, s listovými pochvami. Lodyha je kratší nebo stejně dlouhá jak listy, nahoře ploše trojhranná a spíše hladká. Čepele jsou asi 5–10 mm široké, ploché. Jsou chlupaté, zvláště je nápadná řada brv na okraji listu. Pochvy dolních listů jsou nachově hnědé, nerozpadavé, bezlisté. Ostřice chlupatá patří mezi různoklasé ostřice, nahoře jsou klásky čistě samčí, dole čistě samičí. Samčí klásek bývá pouze jeden, samičí jsou většinou 2–3, vzácněji až 4. Samičí klásky obsahují jen 7–20 květů, zvláště dolní klásek je celkem dlouze stopkatý. Listeny jsou kratší než klas, dolní zřetelně pochvatý. Okvětí chybí. V samčích květech jsou zpravidla 3 tyčinky. Čnělky jsou většinou 3. Plodem je mošnička, která je asi 3,5–5 mm dlouhá, zelená až bledě hnědá, slabě trojhranná a trošku žilkovaná, zobánek je krátký, na vrcholu krátce dvouzubý. Každá mošnička je podepřená plevou, která je světle červenohnědá, na hřbetě se 3 světlejšími žilkami. V ČR kvete nejčastěji v březnu až v květnu. Počet chromozómů: 2n=44.

## Rozšíření

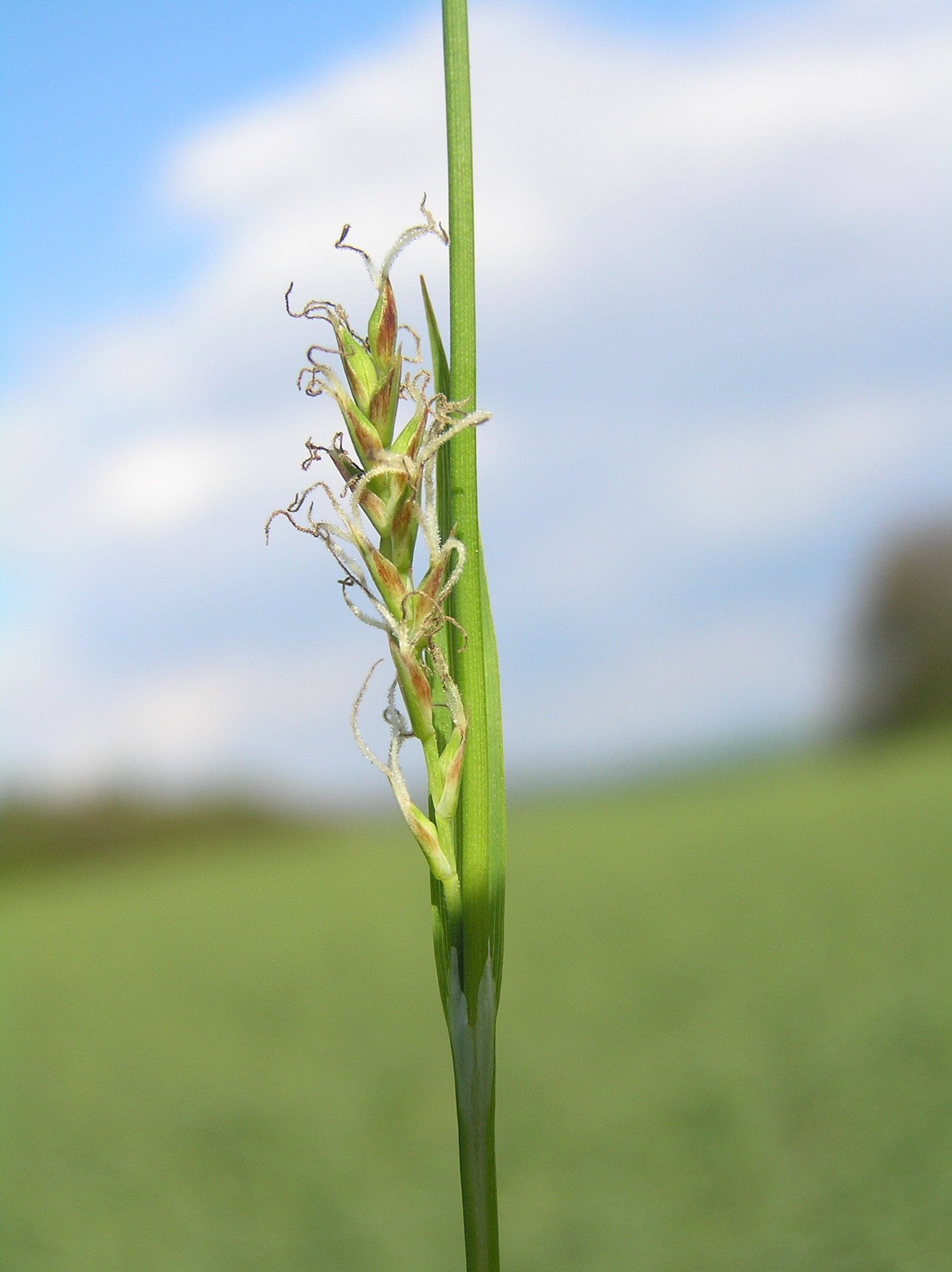
Detail kvetoucího samičího klásku

Ostřice chlupatá je evropský druh, roste hlavně ve střední až jižní Evropě, na západ po střední Francii, na jih po Itálii a Bulharsko, k severu sahá až do Pobaltí. Roste i ve východní Evropě, na Ukrajině a v evropské části ruska až po Povolží. Ve Skandinávii chybí.

## Rozšíření v Česku
V ČR je hojná zvláště na Moravě, a to nejvíce v nižších polohách Karpat s přesahem i do českého masívu (hlavně u Brna a Vyškova). Roste v lesích, a to hlavně v dubohabřinách a bučinách, kde často vytváří výraznou dominantu bylinného patra. V Čechách je mnohem méně rozšířena, ještě ve východních Čechách, třeba v údolí Tiché Orlice, se vyskytuje roztroušeně, dál k západu ubývá. Západně od Prahy až na nepatrné výjimky chybí zcela.